# Lema do determinante de matriz
Na matemática, em particular na álgebra linear, o lema do determinante de matriz calcula o determinante da soma de uma matriz invertível A e o produto diádico, u vT, de um vetor [en] de coluna u e um vetor linha vT.

## Afirmação
Suponha que A seja uma matriz quadrada invertível e u, v sejam vetores de coluna. Então o lema do determinante de matriz afirma que
{\displaystyle \det \left(\mathbf {A} +\mathbf {uv} ^{\textsf {T}}\right)=\left(1+\mathbf {v} ^{\textsf {T}}\mathbf {A} ^{-1}\mathbf {u} \right)\,\det \left(\mathbf {A} \right)\,.}
Aqui, uvT é o produto externo{{Ill|en||Outer product|nlk=true}{ de dois vetores u e v.
O teorema também pode ser expresso em termos da matriz adjugada de A:
{\displaystyle \det \left(\mathbf {A} +\mathbf {uv} ^{\textsf {T}}\right)=\det \left(\mathbf {A} \right)+\mathbf {v} ^{\textsf {T}}\mathrm {adj} \left(\mathbf {A} \right)\mathbf {u} \,,}
caso em que se aplica se a matriz quadrada A é ou não invertível.

## Prova
Primeiro a prova do caso especial A = I segue da igualdade:
{\displaystyle {\begin{pmatrix}\mathbf {I} &0\\\mathbf {v} ^{\textsf {T}}&1\end{pmatrix}}{\begin{pmatrix}\mathbf {I} +\mathbf {uv} ^{\textsf {T}}&\mathbf {u} \\0&1\end{pmatrix}}{\begin{pmatrix}\mathbf {I} &0\\-\mathbf {v} ^{\textsf {T}}&1\end{pmatrix}}={\begin{pmatrix}\mathbf {I} &\mathbf {u} \\0&1+\mathbf {v} ^{\textsf {T}}\mathbf {u} \end{pmatrix}}.}
O determinante do lado esquerdo é o produto dos determinantes das três matrizes. Como a primeira e a terceira matrizes são triangulares com diagonal unitária, seus determinantes são apenas 1. O determinante da matriz do meio é o nosso valor desejado. O determinante do lado direito é simplesmente (1 + vTu). Então temos o resultado:
{\displaystyle \det \left(\mathbf {I} +\mathbf {uv} ^{\textsf {T}}\right)=\left(1+\mathbf {v} ^{\textsf {T}}\mathbf {u} \right).}
Então o caso geral pode ser encontrado como:
{\displaystyle {\begin{aligned}\det \left(\mathbf {A} +\mathbf {uv} ^{\textsf {T}}\right)&=\det \left(\mathbf {A} \right)\det \left(\mathbf {I} +\left(\mathbf {A} ^{-1}\mathbf {u} \right)\mathbf {v} ^{\textsf {T}}\right)\\&=\det \left(\mathbf {A} \right)\left(1+\mathbf {v} ^{\textsf {T}}\left(\mathbf {A} ^{-1}\mathbf {u} \right)\right).\end{aligned}}}

## Aplicação
Se o determinante e o inverso de A já forem conhecidos, a fórmula fornece uma maneira numericamente barata [en] de calcular o determinante de A corrigido pela matriz uvT. O cálculo é relativamente barato porque o determinante de A + uvT não precisa ser calculado do zero (o que em geral é caro). Usando vetores unitários para u e/ou v, colunas individuais, linhas ou elementos  de A podem ser manipulados e um determinante atualizado correspondente calculado de forma relativamente barata dessa maneira.
Quando o lema do determinante da matriz é usado em conjunto com a fórmula de Sherman – Morrison [en], tanto o inverso quanto o determinante podem ser convenientemente atualizados juntos.

## Generalização
Suponha que A seja uma matriz n por n invertível e U, V sejam matrizes n por m. Então
{\displaystyle \det \left(\mathbf {A} +\mathbf {UV} ^{\textsf {T}}\right)=\det \left(\mathbf {I_{m}} +\mathbf {V} ^{\textsf {T}}\mathbf {A} ^{-1}\mathbf {U} \right)\det(\mathbf {A} ).}
No caso especial {\displaystyle \mathbf {A} =\mathbf {I_{n}} } esta é a identidade de Weinstein – Aronszajn [en].
Dada adicionalmente uma matriz invertível m por m W, a relação também pode ser expressa como
{\displaystyle \det \left(\mathbf {A} +\mathbf {UWV} ^{\textsf {T}}\right)=\det \left(\mathbf {W} ^{-1}+\mathbf {V} ^{\textsf {T}}\mathbf {A} ^{-1}\mathbf {U} \right)\det \left(\mathbf {W} \right)\det \left(\mathbf {A} \right).}